# Opció (compra d'aeronaus)

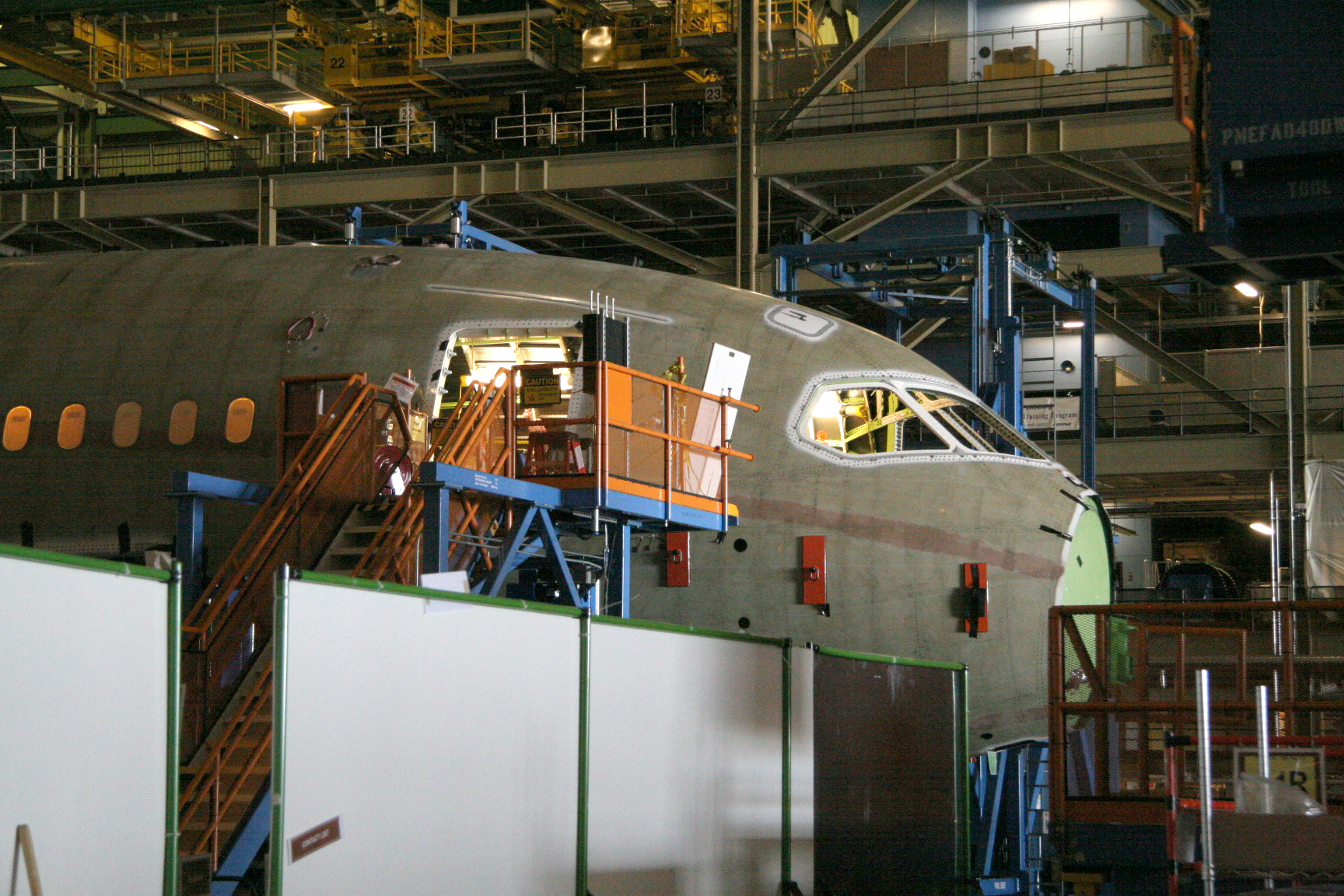
Muntatge d'un avió a Boeing

Una opció de compra sobre una aeronau és un acord que permet a una aerolínia comprar més aeronaus en el futur a un preu i una data pactats.
Les aerolínies que fan comandes d'una nova aeronau sovint aconsegueixen opcions del fabricant. Aquestes opcions permeten que l'aerolínia ajorni la compra de més aeronaus fins que les condicions de mercat estiguin més clares i se'n pugui justificar l'adquisició. A més a més, li garanteixen un lloc en la llista d'espera. Quan l'aerolínia es decideix a exercir les opcions, pot fer la comanda sense haver de posar-se a la cua, cosa que podria costar-li anys d'espera. Si finalment les condicions de mercat no justifiquen l'expansió de la flota, l'aerolínia no està obligada a comprar les aeronaus. Per exemple, una aerolínia pot comprar 30 avions i obtenir opcions per a uns altres 20.
Segons les condicions econòmiques, els fabricants solen vendre les opcions de compra d'aeronaus a preus inferiors al valor real de l'aeronau o el valor citat al llibre blau d'aeronaus.